# Wohnhaus Hindenburgstraße 57
Das Wohnhaus Hindenburgstraße 57, Ecke Niedersachsenstraße neben dem Kreishaus des Landkreises Diepholz, eine Villa in Diepholz, stammt aus dem 20. Jahrhundert. Aktuell (2023) wird es als Feuer- und Rettungsleitstelle genutzt.
Das Gebäude steht unter Denkmalschutz (siehe auch Liste der Baudenkmale in Diepholz).

## Geschichte
Das ein- bis dreigeschossige historisierende Gebäude mit Sattel- und Walmdächern sowie niedersächsischen Pferdeköpfen als Giebelschmuck stammt von um 1900. Das Erdgeschoss in Backstein hat markante Rund- und Segmentbogenöffnungen. Das geputzte Obergeschoss ist teils in Fachwerk gebaut. Die Dachgeschosse wurden in auskragender Ständerbauweise in Fachwerk konstruiert. Das sehr differenzierte Haus hat zudem mehrere Balkone und Erker. Ein dreigeschossiger Turm, teils in Fachwerk, mit achteckiger Welscher Haube, Laterne und Wettermast steht an der Nordostecke. Das Gebäude wurde saniert und wird als Verwaltungsgebäude des Landkreises Diepholz und seit 1985 als Sitz der zentralen Feuer- und Rettungsleitstelle genutzt.
Das Landesdenkmalamt befand: „… geschichtliche Bedeutung … wegen … nicht alltäglicher künstlerischer und handwerklicher Gestaltwerte der aufwändig und vielseitigen historistischen Formsprache und Materialität … .“